# Axel Roos (bankman)
Axel Bernhard Roos, född den 16 juni 1922 i Malmö, död den 10 oktober 2006 i Vellinge, var en svensk bankdirektör. Han var son till Axel Roos och far till Fredrik Roos.
Roos avlade juris kandidatexamen 1946. Han genomförde tingstjänstgöring 1946–1948 och var biträdande jurist i faderns advokatbyrå 1948–1952. Roos var vice verkställande direktör i Skånska banken 1952–1955 och verkställande direktör 1955–1989. Han var styrelseordförande där 1989–1990 och styrelsemedlem i Svenska Handelsbanken 1990–1992.